# Atsuta-jingū
L'Atsuta-jingū (熱田神宮) est un sanctuaire shintoïste de Nagoya, dans l'arrondissement Atsuta établi en l'an 43 sous l'empereur Keikō. Il est considéré comme le second sanctuaire le plus sacré du Japon et un des chokusaisha.
Il renferme notamment l'épée légendaire Kusanagi, l'un des trois trésors impériaux du Japon, ainsi que plus de 4 000 autres trésors nationaux, témoignant de ses deux millénaires d'histoire.